# Quincy Morgan
(en) Statistiques sur pro-football-reference
Quincy Demond Earl Morgan (né le 23 septembre 1977) est un joueur professionnel américain de football américain, qui joue au poste de wide receiver, dans la National Football League (NFL) pour les Browns de Cleveland, les Cowboys de Dallas, les Steelers de Pittsburgh et les Broncos de Denver. Il a joué au football universitaire à Université d'État du Kansas.

## Biographie

### Jeunesse
Morgan fréquente la South Garland High School à Garland au Texas. En tant que junior, il est nommé All-State par le Dallas Morning News. En tant que senior, il reçoit le titre de Most Valuable Player, et les honneurs de All-Conference, d’All-State et d’All-American.

## Carrière universitaire
Morgan s'inscrit au Kansas City Kansas Community College au cours du printemps 1998 où il y fait de l'athlétisme. Il est transféré au Blinn Community College à la fin de l'année. Comme étudiant de première année, il aide l'équipe à remporter le Championnat national junior universitaire. Comme étudiant en deuxième année, il réalise 38 réceptions pour 645 yards et 9 touchdowns, et est considéré comme l'un des meilleurs receveurs des rangs juniors universitaires. Il est transféré à Université d'État du Kansas après la saison.
En tant que junior, il réalise 42 réceptions pour 1 007 yards, 24 yards en moyenne (record de l'école) et 9 touchdowns. En tant que senior, il enregistre 64 réceptions (cinquième dans l'histoire de l'école) pour 1 166 yards (record de l'école), 18,2 yards en moyenne et 14 touchdowns (record de l'école).
Morgan termine sa carrière universitaire avec 106 réceptions (sixième dans l'histoire de l'école), 2 173 yards (troisième dans l'histoire de l'école), 20,5 yards en moyenne (record de l'école) et 23 touchdowns (deuxième dans l'histoire de l'école). Il devient l'un des sept joueurs de KSU à attraper plus d'une centaine de passe, l'un des quatre joueurs avec plus de 2 000 yards de réception et deuxième avec huit matchs de 100 yards. Il est aussi le seul joueur des Wildcats avec un total de 1 000 yards de réception sur deux saisons consécutives.

### Statistiques universitaires

#### Réceptions et rushes
|        | Receiving    | Receiving | Receiving | Receiving | Rushing | Rushing | Rushing | Rushing | Scrimmage | Scrimmage | Scrimmage | Scrimmage |    |       |      |      |    |
| Année  | Université   | Conf      | Class     | Pos       | MJ      | Rec     | Yds     | Avg     | TD        | Att       | Yds       | Avg       | TD | Plays | Yds  | Avg  | TD |
| ------ | ------------ | --------- | --------- | --------- | ------- | ------- | ------- | ------- | --------- | --------- | --------- | --------- | -- | ----- | ---- | ---- | -- |
| 1999   | Kansas State | Big 12    |           | WR        | 11      | 42      | 1007    | 24.0    | 9         |           |           |           |    | 42    | 1007 | 24.0 | 9  |
| 2000   | Kansas State | Big 12    | SR        | WR        | 13      | 64      | 1166    | 18.2    | 14        | 3         | 11        | 3.7       | 0  | 67    | 1177 | 17.6 | 14 |
| Career | Kansas State |           |           |           |         | 106     | 2173    | 20.5    | 23        | 3         | 11        | 3.7       | 0  | 109   | 2184 | 20.0 | 23 |

#### Retours de kick et de dégagement
|        | Kick Ret     | Kick Ret | Kick Ret | Kick Ret | Punt Ret | Punt Ret | Punt Ret | Punt Ret |    |     |     |     |    |
| Année  | Université   | Conf     | Class    | Pos      | MJ       | Ret      | Yds      | Avg      | TD | Ret | Yds | Avg | TD |
| ------ | ------------ | -------- | -------- | -------- | -------- | -------- | -------- | -------- | -- | --- | --- | --- | -- |
| 1999   | Kansas State | Big 12   |          | WR       | 11       | 3        | 44       | 14.7     | 0  |     |     |     |    |
| 2000   | Kansas State | Big 12   | SR       | WR       | 13       | 7        | 160      | 22.9     | 0  |     |     |     |    |
| Career | Kansas State |          |          |          |          | 10       | 204      | 20.4     | 0  |     |     |     |    |

#### Points marqués
|        | Touchdowns   | Touchdowns | Touchdowns | Touchdowns | Touchdowns | Touchdowns | Touchdowns | Touchdowns | Kicking | Kicking |    |     |     |     |     |     |      |     |
| Année  | Université   | Conf       | Class      | Pos        | MJ         | Rush       | Rec        | Int        | FR      | PR      | KR | Oth | Tot | XPM | FGM | 2PM | Sfty | Pts |
| ------ | ------------ | ---------- | ---------- | ---------- | ---------- | ---------- | ---------- | ---------- | ------- | ------- | -- | --- | --- | --- | --- | --- | ---- | --- |
| 1999   | Kansas State | Big 12     |            | WR         | 11         |            | 9          | 0          |         |         | 0  |     | 9   |     |     |     |      | 54  |
| 2000   | Kansas State | Big 12     | SR         | WR         | 13         | 0          | 14         | 0          |         |         | 0  |     | 14  |     |     |     |      | 84  |
| Career | Kansas State |            |            |            |            | 0          | 23         | 0          |         |         | 0  |     | 23  |     |     |     |      | 13  |

## Carrière professionnelle

### Browns de Cleveland
Morgan est sélectionné par les Browns de Cleveland au deuxième tour (33e au total) de la draft 2001 de la NFL. En tant que recrue, il dépasse Dennis Northcutt sur la liste des titulaires et en étant titularisé pour 9 matchs. Il réalise 10 réceptions pour 432 yards et 2 touchdowns.
En 2002, il connaît sa meilleure saison en tant que professionnel, enregistrant 56 réceptions pour 964 yards, une moyenne de 17,2 yards (meneur de la NFL) et 7 touchdowns, tout en aidant l'équipe à se qualifier pour les matchs éliminatoires. Dans le premier match de la saison contre les Chiefs de Kansas City, il réceptionne 9 passes pour 151 yards et 2 touchdowns, mais ses efforts sont gâchées après que le linebacker Dwayne Rudd commette ce qui est connu chez les Browns comme le « Helmetgate » en enlevant son casque pour célébrer avec moins de 10 secondes restantes au match alors que les Browns menaient 39-37, ce qui attire une pénalité pour conduite antisportive. Sa réception la plus mémorable est un Hail Mary de touchdown[Quoi ?] alors qu'il ne restait aucun temps restant au match, contre les Jaguars de Jacksonville le 8 décembre, pour permettre une victoire de 21-20,.
En 2003, il débute pour 15 matchs, et collecte 38 réceptions pour 516 yards et 3 touchdowns.
En 2004, il ne commence que 5 matchs, pour 9 réceptions, 144 yards et 3 touchdowns. Le 19 octobre, il est échangé aux Cowboys de Dallas en retour d'un autre receveur, Antonio Bryant, à la suite d'un différend entre Bryant et l'entraîneur principal des Cowboys Bill Parcells.

### Cowboys de Dallas
La suite de l'année 2004 de Morgan est plutôt médiocre avec les Cowboys, bien qu'il monte rapidement dans la hiérarchie des receveurs à la suite de la blessure de Terry Glennavec, pour finir avec 22 réceptions et 260 yards. Son début de saison en 2005 est aussi peu convaincant, et perd la bataille contre Patrick Crayton, un joueur de deuxième année. Parcells commence à le percevoir comme non compétitif, et le fait chuter quatrième dans la hiérarchie. Il est libéré pour permettre aux Cowboys de recruter le Peerless Price le 5 septembre.

### Steelers de Pittsburgh
Le 6 septembre 2005, il signe avec les Steelers de Pittsburgh, retrouvant son ancien coordinateur offensif avec les Browns, Bruce Ariens. Il est utilisé principalement pour les retours de kickoffs, se classant cinquième dans l'AFC avec 23 retours, 583 yards et une moyenne de 25,3 yards. Il a aussi 9 réceptions pour 150 yards et 2 touchdowns. Il subit une fracture du péroné lors du premier match éliminatoire, pendant le match contre les Cincinnati Bengals et manque le reste des playoffs, durant lesquelles les Steelers remportent le Super Bowl XL. Il est libéré le 2 septembre 2006.

### Broncos de Denver
Le 18 septembre 2006, il signe comme agent libre avec les Broncos de Denver pour être principalement utilisé dans les retours de kickoffs. Il joue 7 matchs, obtenant 17 retours pour 423 yards et une moyenne de 24,9 yards. Il est libéré le 1er septembre 2007.